# Lijevo Trebarjevo
Lijevo Trebarjevo is een plaats in de gemeente  Martinska Ves in de Kroatische provincie Sisak-Moslavina. De plaats telt 70 inwoners (2001).